# A3W (Zwitserland)
De A3W (Zwitserland) is een aftakking van de A3 van Zwitserland en is 4 km lang. Tot de aanleg van de ringweg van Zürich is deze nog steeds genummerd als A3. De A3W begint in het centrum van Zürich en eindigt bij de A3 bij Verzweigung Zürich-Süd.